# Championnats d'Europe de gymnastique rythmique 2011
Navigation
Brême 2010 Nizhny Novgorod 2012
Les 27es championnats d'Europe de gymnastique rythmique ont eu lieu à Minsk, en Biélorussie, du 25 au 29 mai 2011.

## Médaillées
| Épreuve                                                  | Or                       | Argent                  | Bronze                   |
| -------------------------------------------------------- | ------------------------ | ----------------------- | ------------------------ |
| Seniors                                                  |                          |                         |                          |
| Équipe résultats détaillés                               | RUS                      | BLR                     | UKR                      |
| Cerceau résultats détaillés                              | Evguenia Kanaïeva (RUS)  | Daria Kondakova (RUS)   | Liubov Charkashyna (BLR) |
| Ballon résultats détaillés                               | Liubou Charkashyna (BLR) | Evguenia Kanaïeva (RUS) | Daria Dmitrieva (RUS)    |
| Massues résultats détaillés                              | Liubou Charkashyna (BLR) | Neta Rivkin (ISR)       | Alina Maksimenko (UKR)   |
| Ruban résultats détaillés                                | Evguenia Kanaïeva (RUS)  | Daria Kondakova (RUS)   | Silviya Miteva (BUL)     |
| Juniors                                                  |                          |                         |                          |
| Groupe : Concours général par groupe résultats détaillés | BLR                      | RUS                     | ISR                      |
| Groupe : 5 cordes résultats détaillés                    | RUS                      | BLR                     | AZE                      |